# Zweiter Heiliger Krieg
Aegina – Tanagra (457 v. Chr.) – Oinophyta – Zweiter Heiliger Krieg – Koroneia (447 v. Chr.)
Der Zweite Heilige Krieg fand im Jahre 449 oder 448 v. Chr. statt. In dessen Rahmen unternahmen die Spartaner eine Expedition gegen Phokis, bemächtigten sich des delphischen Heiligtums und übergaben es den Delphern. Hierdurch verloren die Phoker die Kontrolle über das Heiligtum; Delphi wurde wieder unabhängig. Bereits 448 v. Chr., bald nach dem Abzug der Spartaner, eilte ein attisches, von Perikles angeführtes Heer nach Phokis, eroberte Delphi und restituierte die Phoker im Besitz des Tempels.